# Flying Lotus
Steven D. Bingley-Ellison (nascut el 7 d'octubre de 1983), conegut pel seu nom artístic Flying Lotus o de vegades FlyLo, és un músic, DJ, productor discogràfic i cineasta estatunidenc, basat a Los Angeles. També és el fundador del segell discogràfic Brainfeeder.
Flying Lotus ha publicat set àlbums d'estudi 1983 (2006), Los Angeles (2008), Cosmogramma (2010), Until the Quiet Comes (2012), You're Dead! (2014), Flamagra (2019) i Yasuke (2021) amb aclamació de la crítica. Ha produït gran part del bumper al bloc de programació Adult Swim de Cartoon Network. També va contribuir amb remixes per a artistes de Plug Research, com ara Mia Doi Todd.
El 2012, Flying Lotus va començar a rapejar sota el personatge Captain Murphy, basat en el personatge Sealab 2021 del mateix nom. Ellison va mantenir aquest fet en secret durant uns quants mesos, i finalment va revelar la seva identitat diverses setmanes després del llançament del seu primer mixtape de rap, Duality (2012).

## Primers anys i educació
Flying Lotus va néixer Steven Ellison el 7 d'octubre de 1983 a Los Angeles, Califòrnia. És el nebot de la difunta pianista de jazz Alice Coltrane, esposa del saxofonista John Coltrane. A més, és net de la cantant i compositora Marilyn McLeod, que destaca per haver escrit "Love Hangover" de  Diana Ross i "I Get High (On Your Memory)" de Freda Payne. Un escriptor ha anomenat la seva bestia Alice "la més gran influència en la música d'Ellison". Una prova d'ADN va revelar que Ellison és un descendent dels tikar del Camerun.
Va assistir a la Los Angeles Film School i a l'Academy of Art University..

## Carrera musical

### 2006–2007: Adult Swim,1983i Warp Records
El 2006, mentre vivia a casa de la seva mare, Ellison va veure un anunci al bloc de programació de Cartoon Network Adult Swim demanant la presentació de cançons. En va enviar algun, sota el nom de Flying Lotus (un sobrenom inspirat en el somni lúcid) i va ser acceptat.
Durant aquesta època, estava fent pràctiques al segell pioner de hip hop Stones Throw Records. Va llançar el seu àlbum d'estudi debut 1983 el 3 d'octubre de 2006.
El 2006, Ellison va participar en la Red Bull Music Academy anual d'aquell any, que va tenir lloc a Melbourne, Austràlia. El 2007, va anunciar a Titan Radio de CSU-Fullerton que va signar amb Warp Registres. Va llançar el seu EP de debut de sis cançons Reset l'1 d'octubre de 2007. Poc després, es va convertir en un dels artistes fonamentals del segell i va llançar el seu segon àlbum d'estudi, Los Angeles el 10 de juny de 2008.

### 2008–2009:Los Angelesi Brainfeeder
El 2008 Flying Lotus va llançar Los Angeles, un àlbum de 17 cançons dedicat a la seva ciutat natal. Dient-li a Quietus sobre el tema de la influència de J Dilla en la seva música: "M'encanta Dilla i qui sap on seria aquesta cosa del beat sense ell".
El 2008 va veure Ellison entrar en una etapa d'hiperproductivitat, ja que va seguir el disc de Los Angeles amb temes col·laboratius amb Samiyam i Gonjasufi, una sèrie limitada de remixes de marca blanca ("Camel", "Lightworks", efectes de so R2-D2, "Shadows of Tomorrow" i "Promiscuous") anomenats Shhh!, i una sèrie d'EPs inspirats a LA. Cadascun dels EP inclou remixes i temes inèdits del seu àlbum de Los Angeles. El tercer d'aquesta sèrie (titulat L.A. EP 3 X 3), va marcar un nou estil atmosfèric en el seu so. El mateix any, Flying Lotus també va remesclar "Reckoner" de In Rainbows, un àlbum de Radiohead.

### 2010–2011:Cosmogrammai col·laboracions
El seu tercer àlbum d'estudi, Cosmogramma, es va publicar al Regne Unit el 3 de maig de 2010 i als EUA el 4 de maig de 2010. Al gener de 2011, Cosmogramma va guanyar en la categoria d'àlbums de dansa/electrònica als 10ns Annual Independent Music Awards. Cosmogramma, guanyador de diversos premis, va ser una contundent afrofuturista barreja de soul, hip-hop, jazz i IDM, però, amb més èmfasi en un missatge líric que mai. L'àlbum va anar acompanyat d'instrumentació en directe (Thundercat al baix, Miguel Atwood-Ferguson a les cordes, Rebekah Raff a l'arpa) i vocalistes en directe (Thom Yorke, Laura Darlington) – tots escollits per ajudar a comunicar el llinatge musical espiritual de la família d'Ellison (Ravi Coltrane, ell mateix, tocava el saxo tenor). Stephen Bruner, també conegut com Thundercat, que apareix àmpliament a Cosmogramma, més tard participaria en una gran part dels futurs àlbums de Flying Lotus.
El 2010, Flying Lotus va col·laborar amb el Festival de Cinema d'Ann Arbor Film Festival en la interpretació d'una partitura en directe de la pel·lícula d'avantguarda de 1962 Heaven and Earth Magic. En una entrevista posterior a la visualització amb l'audiència, Flying Lotus va dir que ell no estava segur de si una gravació de l'actuació (o una recreació d'aquesta) seria publicada o no, però estaria entusiasmat amb projectes similars en el futur. Va ser escollit per Battles per actuar al festival ATP Nightmare Before Christmas que va co-comisariar el desembre de 2011 a Minehead, Anglaterra, Regne Unit.
Al setembre de 2010, Flying Lotus va llançar "Pattern+Grid World", un EP de 8 cançons amb Thundercat al baix i art de Theo Ellsworth. La cançó Camera Day es va utilitzar a la cançó de Killer Mike Swimming, que va ser llançada com a part de la sèrie de singles Adult Swim.
El gener de 2011, Flying Lotus va guanyar la 10a edició dels Premis Anuals de la Música Independent pel seu vídeo "MmmHmm" a la categoria de vídeo de format curt.
El 2011 es va informar que Flying Lotus col·laboraria amb la cantant de R&B Erykah Badu en material nou per al seu proper àlbum, i tenia previst remesclar una de les cançons de Radiohead de The King of Limbs.

### 2012–2013:Until the Quiet Comesi Captain Murphy

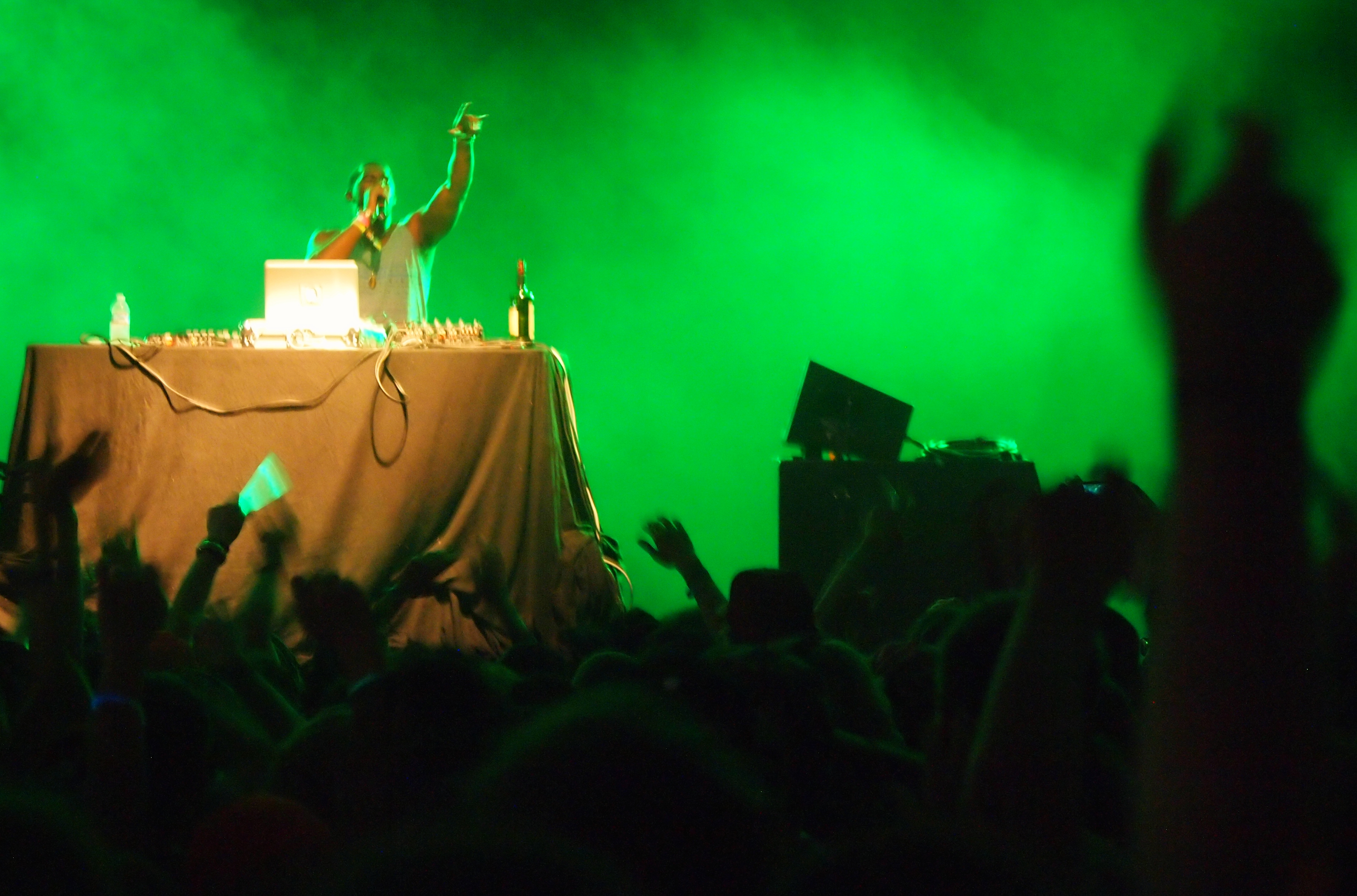
actuant al Festival de Música de Bonnaroo de 2012

Amb una apreciació del hip hop, però sense un treball establert, artistes com Odd Future (també aficionats a Adult Swim), A$AP Mob, Spaceghostpurrp i Shabazz Palaces el va inspirar a participar directament, i va començar el treball de producció per a Hodgy Beatsfr l'EP sense títol d'Odd Future. Això va marcar el moment en què va decidir produir més en el gènere.
L'agost de 2012, Flying Lotus va anunciar un projecte multimèdia amb el cineasta Miwa Matreyek, que s'anomenaria The Mapping of Countries Yet to Come.
Flying Lotus va produir la cançó "SDS" del raper Mac Miller per al seu àlbum Watching Movies with the Sound Off. També va crear una cançó per a la sèrie de Cartoon Network Adventure Time titulada "About that time//A glitch is a glitch".
A porta tancada, però, el treball per al seu quart àlbum Until the Quiet Comes estava pràcticament fet. Un any abans, Ellison havia treballat amb banda sonora en directe del Festival d’Ann Arbor una animació surrealista i avantguarda dels anys 50 Heaven and Earth Magic, i la fascinació pels estats onírics havien continuat en aquest disc. Fins que The Quiet Comes va continuar la seva relació creativa amb Thom Yorke de Radiohead, així com Jonny Greenwood, Niki Randa, Erykah Badu, Laura Darlington i, per descomptat, Thundercat, i va ser capturat cinematogràficament en un curtmetratge pel cineasta Kahlil Joseph.
A finals de 2012, menys de dos mesos després del llançament del seu últim disc, va començar a circular en línia un lloc web: www.captainmurphy.xxx. La premsa va especular sobre qui era el raper, amb les suposicions centrades al voltant de l'Odd Future Crew. El lloc va acollir Duality, un mixtape de curtmetratges de 34 minuts, que incloïa material nou i temes que s'havien filtrat durant tot l'estiu.
L'abril de 2013, Flying Lotus va anunciar que té la seva pròpia emissora de ràdio anomenada FlyLo FM al videojoc Grand Theft Auto V, dient que hi hauria "un munt de cançons i informació noves, inclòs el rap d'una nova cançó de Captain Murphy produïda per Hudson Mohawke. L'emissora de ràdio inclou cançons de Clams Casino, Aphex Twin, Hudson Mohawke, Tyler, the Creator, Dabrye, Thundercat, Machinedrum, Outkast, DJ Rashad i Shadow Child. Al novembre de 2014, Flying Lotus va col·laborar amb MF DOOM a la pista "Masquatch" per a la còpia reeditat del videojoc. Ambdós van tornar a col·laborar a la cançó "Lunch Break" per una versió actualitzada de Grand Theft Auto Online el 2020.
El 17 de juliol de 2013, Flying Lotus va anunciar a Twitter que havia estat nominat a un VMA per la cançó "Tiny Tortures".

### 2014–2015:You're Dead!
El 15 de juliol de 2014, Flying Lotus va publicar a Instagram una foto de premsa de prova de vinil amb l'etiqueta "LP #5".El 22 de juliol, va anunciar que el seu cinquè àlbum d'estudi, You're Dead!, es llançaria al Regne Unit el 6 d'octubre de 2014 i als EUA el 7 d'octubre de 2014. L'àlbum inclou aparicions estel·lars de Kendrick Lamar, Snoop Dogg i Herbie Hancock.
El 15 d'agost de 2014, Flying Lotus va llançar una nova cançó anomenada "Cosplay" amb el seu àlies Captain Murphy.
El 30 de setembre de 2014, Flying Lotus va gravar el curtmetratge A Portrait of Noomi Rapace, protagonitzat per l'actriu Noomi Rapace i dirigit per Aitor Throup..
Durant l'estiu de 2015, Flying Lotus va aparèixer a molts festivals de música d'estiu, com ara el Bonnaroo Music and Arts Festival, el Coachella Valley Music and Arts Festival, el Governors Ball Music Festival i el Festival de Glastonbury. Les seves actuacions van rebre el reconeixement de la crítica.
Va aparèixer al costat de Thundercat a l'àlbum de Lamar To Pimp a Butterfly. El juliol de 2015, Flying Lotus, va fer el seu debut a la televisió nacional de  Why? with Hannibal Buress, com a disc-jockey a l'estudi del programa.
Lotus va rebre dues nominacions als Premis Grammy a la 58a cerimònia: Millor gravació de ball per la seva cançó "Never Catch Me" i Àlbum de l'Any pels seus crèdits com a productor de To Pimp a Butterfly de Lamar.

### 2016–2018:Kuso
El 5 de juliol de 2016, Ellison va anunciar l'inici de la divisió de cinema Brainfeeder. Poc després, al festival Sundance NEXT, va estrenar un curtmetratge titulat Royal. Més tard es va revelar que formava part del seu llarmetratge de debut com a director, Kuso. Kuso estaria protagonitzada per Hannibal Buress, Tim Heidecker i David Firth entre d'altres. Kuso va incloure música nova del mateix Ellison amb els noms de Flying Lotus i Captain Murphy, Aphex Twin, Busdriver, i Thundercat, entre d'altres. Kuso s va estrenar al Festival de Cinema de Sundance el 2017. El 6 de juny de 2017, Ellison va anunciar que Kuso s'estrenaria a través del servei de transmissió de vídeos de terror Shudder, el 21 de juliol de 2017. També es va confirmar que Kuso s'estrenaria a les sales de Nova York i Los Angeles. Abordant la responsabilitat de l'ampli llançament de Kuso, a Twitter, Ellison va elogiar a Shudder, explicant que va trobar que era un lloc adequat per a l'estrena de la pel·lícula.
El 2 de novembre de 2017, Ellison va llançar un vídeo musical per a una nova cançó seva, "Post Requisite", i "estava acabant el seu proper àlbum d'estudi a Warp". També va escriure la banda sonora de la Curtmetratge del 2017 Blade Runner Black Out 2022 i ha contribuït amb música a la sèrie anime del 2019 Carole & Tuesday.

### 2019:Flamagra
El 17 d'abril de 2019, Ellison va anunciar el seu sisè àlbum, Flamagra, llançat a través de Warp el 24 de maig de 2019. El primer senzill de l'àlbum, "Fire Is Coming" amb David Lynch , es va publicar el mateix dia. El 12 de maig de 2019, es va llançar un segon senzill, "More", juntament amb un vídeo musical dirigit per Shinichirō Watanabe. Flamagra (Instrumentals), una versió instrumental de l'LP original, es va publicar el 2020.

### 2021:Yasuke
El 2021, Flying Lotus va llançar Yasuke, la seva banda sonora per a la sèrie de Netflix Yasuke i el seu "debut de música d'anime de llarga durada" després d'una llarga història contribuint a altres projectes d'animació i cinema.
El 16 de juny de 2022, Ellison va llançar dos senzills, "You Don't Know" i "The Room", tots dos amb Devin Tracy.

## Discografia

### Àlbums d'estudi
- 1983 (2006)
- Los Angeles (2008)
- Cosmogramma (2010)
- Until the Quiet Comes (2012)
- You're Dead! (2014)
- Flamagra (2019)[51]

## Filmografia
Bandes sonores de cinema i televisió
- Until the Quiet Comes – BSO (2012)
- The Mapping of Countries Yet to Come – BSO (2012)
- A Portrait of Noomi Rapace – BSO (2014)
- FUCKKKYOUUU (by Eddie Alcazar) – BSO (2016)
- Lovetrue – música original 2016)
- Blade Runner Black Out 2022 – BSO (2017)
- Perfect (d’Eddie Alcazar) – BSO (2018)
- Carole & Tuesday – additional music (2019)
- Yasuke – BSO, executive producer (2021)

Director
- Royal – curtmetratge (2016)[58]
- Kuso – també guonista i compositor (2017)
- V/H/S/99 (Segment "Ozzy's Dungeon") – també guionista (2022)
- Ash – també guionista (2025)

Actor
- The Eric Andre Show – ell mateix (2016)
- YOLO: Crystal Fantasy – ell mateix (2020)

## Premis i nominacions
| Any  | Premi                        | Categoria                             | Nominat               | Resultat  | Ref    |
| ---- | ---------------------------- | ------------------------------------- | --------------------- | --------- | ------ |
| 2013 | UK Music Video Awards        | Vídeo de l’any                        | Until the Quiet Comes | Guanyador | [ 59 ] |
| 2013 | UK Music Video Awards        | Millor vídeo internacional alternatiu | Until the Quiet Comes | Guanyador | [ 59 ] |
| 2016 | Premis Grammy                | Àlbum de l'any                        | To Pimp a Butterfly   | Nominat   | [ 60 ] |
| 2016 | Premis Grammy                | Millor gravació dance                 | Never Catch Me        | Nominat   | [ 60 ] |
| 2021 | Premis Grammy                | Productor de l’any, no clàssic        | Ell mateix            | Nominat   | [ 60 ] |
| 2021 | Premis Grammy                | Millor àlbum R&B progressuy           | It Is What It Is      | Guanyador | [ 60 ] |
| 2020 | AIM Independent Music Awards | Millor cançó independent              | More                  | Guanyador | [ 61 ] |